# Анкати (Сиримський район)
Анкати́ (каз. Аңқаты) — село у складі Сиримського району Західноказахстанської області Казахстану. Входить до складу Шолаканкатинського сільського округу.
У радянські часи село називалось Анкаті.
Населення — 119 осіб (2021; 304 у 2009, 623 у 1999, 818 у 1989).